# Медовик
Медовик (лат. Melianthus) — род деревянистых растений семейства Франкоевые (Francoaceae).

## Ботаническое описание

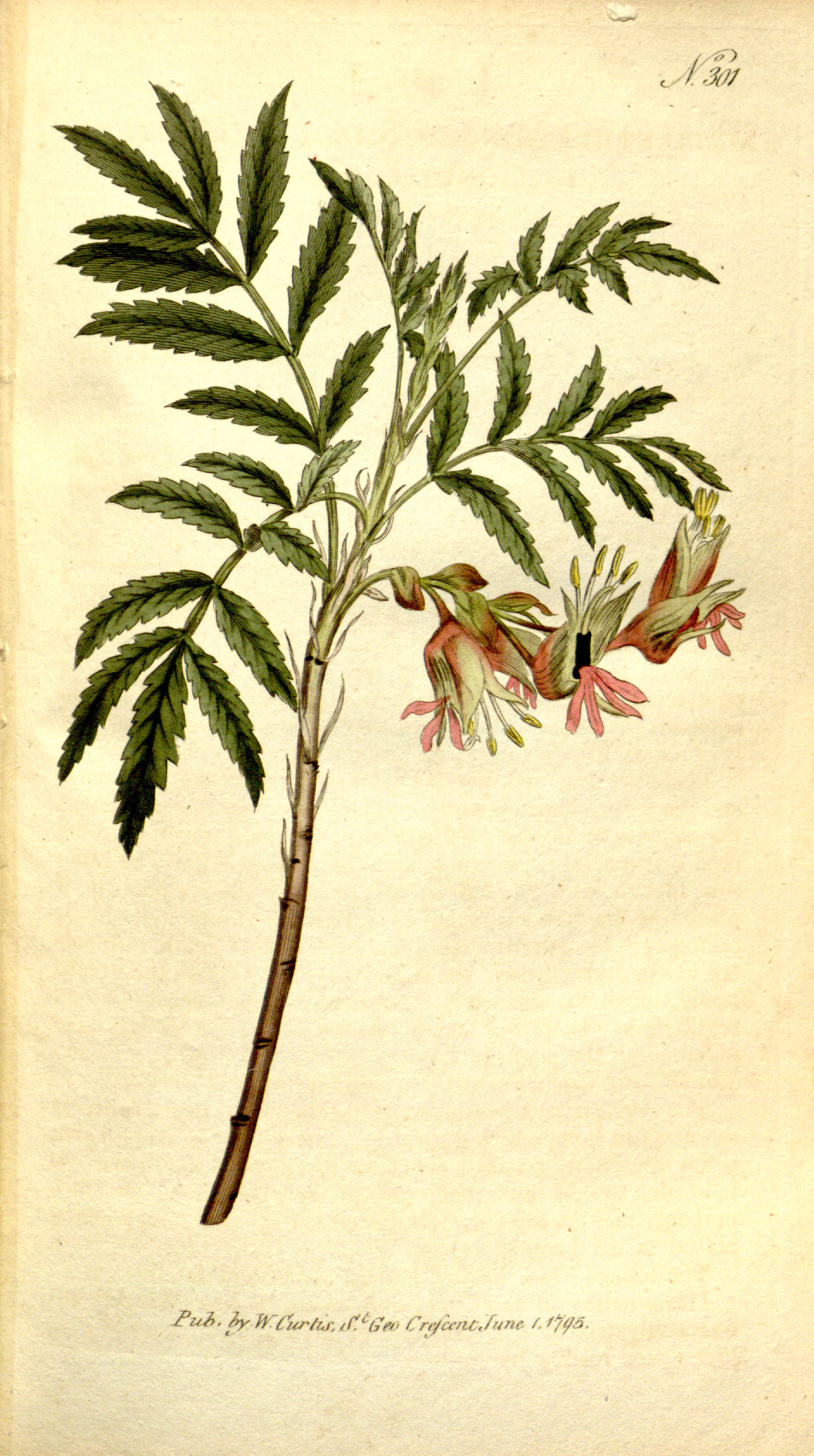
Медовик малый (Melianthus comosus). Ботаническая иллюстрация из журнала «Curtis’s Botanical Magazine», 1795, vol. 9

Вечнозелёные кустарники. Листья очередные, непарноперистые; стержень крылатый; листочки зубчатые, слегка неравнобокие; прилистники свободные или сращённые между собой.
Цветки неправильные, на коротких цветоножках, собраны в пазушные или конечные кисти. Чашечка сжатая, из 5 чашелистиков; венчик из 4 ланцетных лепестков с длинным ноготком; андроцей двусильный, из 4 тычинок (2 верхние длиннее и сращены между собой у основания); завязь четырёхгнездная, продолговатая. Плод — четырёхлопастная, вздутая, сухая, кожистая или деревянистая коробочка. Семена яйцевидные, островатые на конце.

## Распространение
Естественная область распространения находится в Южной Африке.

## Хозяйственное значение и применение
Медоносные и декоративные (например, медовик большой и медовик малый) растения.

## Таксономия
Род Медовик включает 8 видов:
- Melianthus comosus Vahl — Медовик малый
- Melianthus dregeanus Sond.
- Melianthus elongatus Wijnands
- Melianthus gariepinus Merxm. & Roessler
- Melianthus insignis Kuntze
- Melianthus major L. typus[1] — Медовик большой
- Melianthus pectinatus Harv.
- Melianthus villosus Bolus